# Dibamus nicobaricum
Dibamus nicobaricum là một loài thằn lằn trong họ Dibamidae. Loài này được Steindachner mô tả khoa học đầu tiên năm 1867.